# Landes, prairies et habitats rocheux du massif du mont Thabor
Landes, prairies et habitats rocheux du massif du mont Thabor este o arie protejată (sit de importanță comunitară — SCI) din Franța întinsă pe o suprafață de 4.790 ha, integral pe uscat.

## Localizare
Centrul sitului Landes, prairies et habitats rocheux du massif du mont Thabor este situat la coordonatele 45°07′38″N 6°34′02″E / 45.1271°N 6.56723°E.

## Înființare
Situl Landes, prairies et habitats rocheux du massif du mont Thabor a fost declarat arie specială de conservare în baza directivei 92/43 din 1992 referitoare la conservarea habitatelor naturale și a faunei și florei sălbatice pentru a proteja 1 specie de plante și 2 specii de animale.

## Biodiversitate
Situată în ecoregiunea alpină, aria protejată conține 17 habitate naturale: Pajiști alpine și boreale, Grohotișuri silicioase de la nivelul montan până la nivelul zăpezii (Androsacetalia alpinae și Galeopsietalia ladani), Grohotișuri calcaroase și de șisturi calcaroase de la nivelul montan până la nivelul alpin (Thlaspietea rotundifolii), Pante stâncoase calcaroase cu vegetație casmofită, Pante stâncoase silicioase cu vegetație casmofită, Liziere de ierburi înalte hidrofile de câmpie și de nivel montan până la alpin, Tufărișuri subarctice cu Salix spp., Pajiști boreale și alpine pe substrat silicios, Mlaștini turboase de tranziție și turbării mișcătoare, Mlaștini alcaline, Roci stâncoase cu vegetație pionieră de Sedo-Scleranthion sau Sedo albi-Veronicion dillenii, Lespezi calcaroase, Ghețari permanenți, Râuri de munte și vegetația erbacee de pe malurile acestora, Pajiști alpine și subalpine calcaroase, Formațiuni pioniere alpine de Caricion bicoloris-atrofuscae, Grohotișuri termofile și vest-mediteraneene.
La baza desemnării sitului se află mai multe specii protejate:
- plante (1): Eryngium alpinum
- mamifere (1): lupul (Canis lupus)
- nevertebrate (1): fluturele auriu (Euphydryas aurinia)

Pe lângă speciile protejate, pe teritoriul sitului au mai fost identificate 7 specii de plante, 4 specii de păsări, 4 specii de mamifere, 9 specii de nevertebrate.